# Llanes
Llanes est une commune (concejo) située dans la communauté autonome des Asturies en Espagne. Llanes est aussi une des paroisses qui forment la commune.

## Géographie
La commune de Llanes est située au bord de la mer Cantabrique.
- Les îles Poo.

## Lieux
Un site préhistorique, l'idole de Peña Tú, est présent sur le territoire de la commune, ainsi que la grotte de Balmori
La commune est une étape du Camino del Norte. La mairie a ouvert un gite pour pèlerins sur la place derrière l'église.

## Liste des paroisses
La commune comprend les 28 paroisses civiles suivantes : 
- Llanes, chef-lieu
- Andrín
- Ardisana
- Barro (en asturien Barru)
- La Borbolla
- Caldueño (ast. Caldueñu)
- Los Callejos (ast. Los Caleyos)
- Los Carriles
- Carranzo
- Celorio (ast. Celoriu)
- Cue
- Hontoria (ast. Ḥontoria)
- Malatería (ast. La Malatería)
- Meré
- Naves
- Nueva
- Parres
- Pendueles
- Poo (as. Po)
- Porrúa
- Posada de Llanes
- Pría
- Purón
- Rales
- San Roque del Acebal (ast. San Roque l'Acebal)
- Tresgrandas
- Vibaño (ast. Vibañu)
- Vidiago

## Galerie

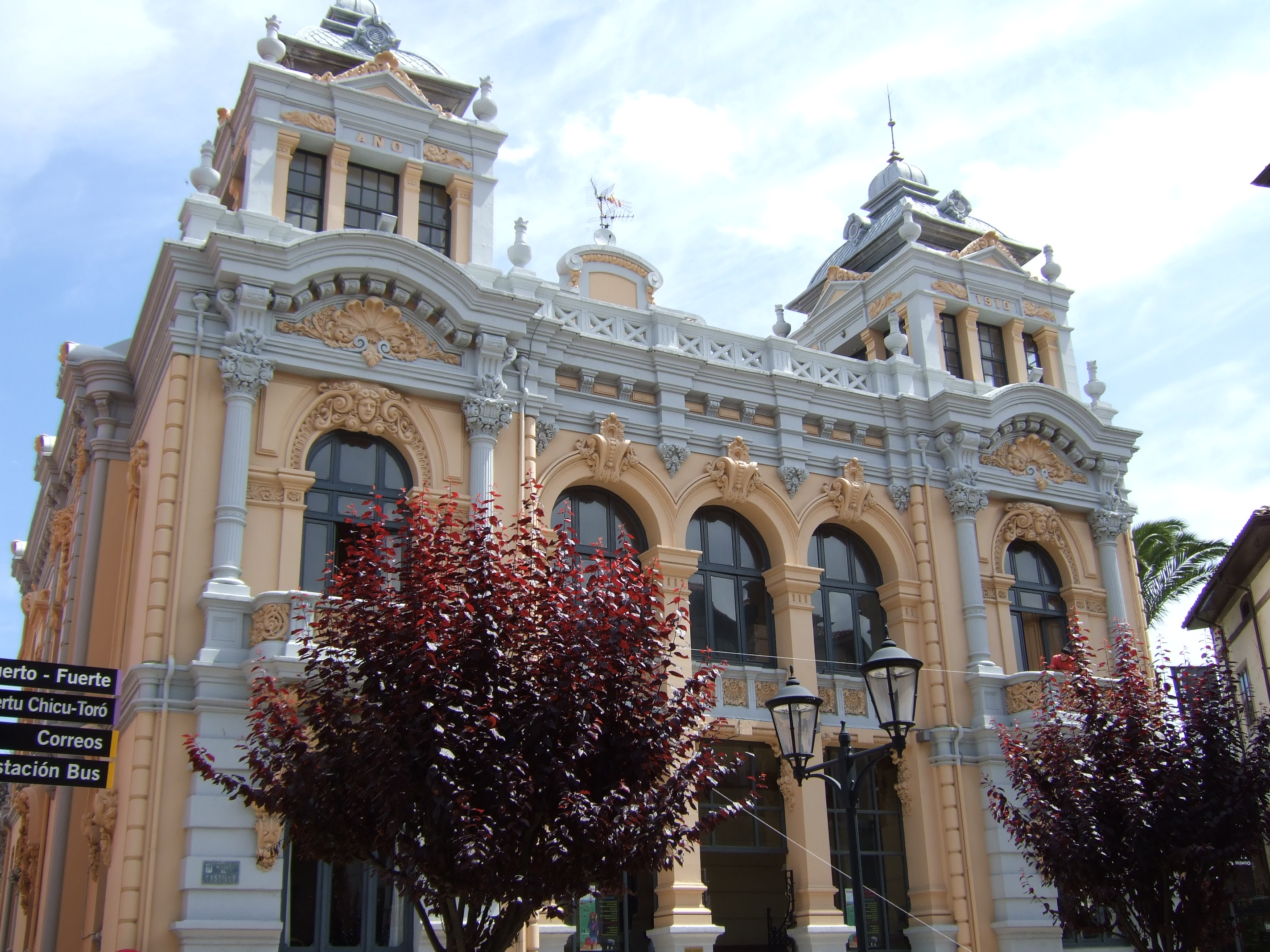
Casino de Llanes.
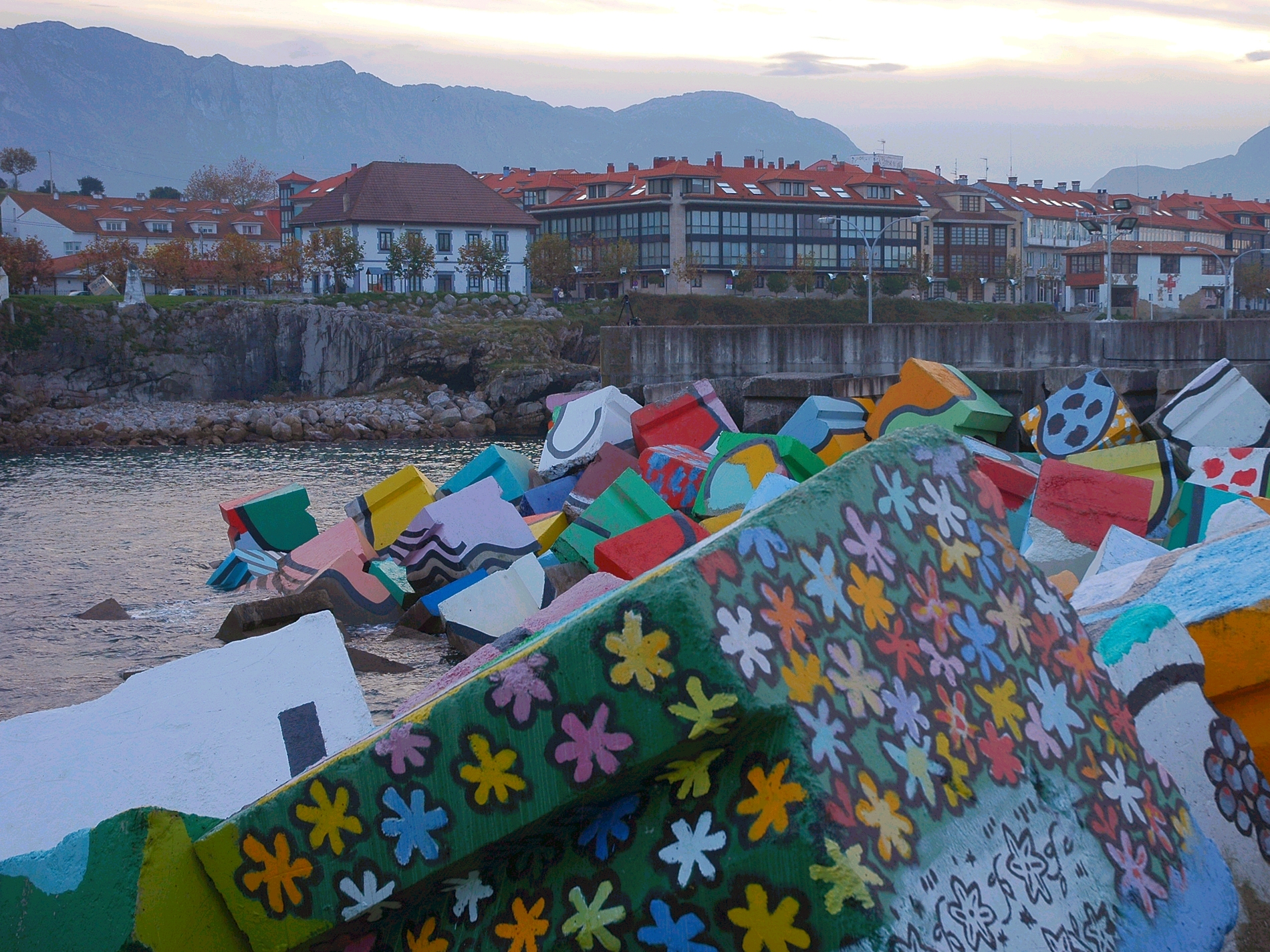
Los Cubos de la Memoria.
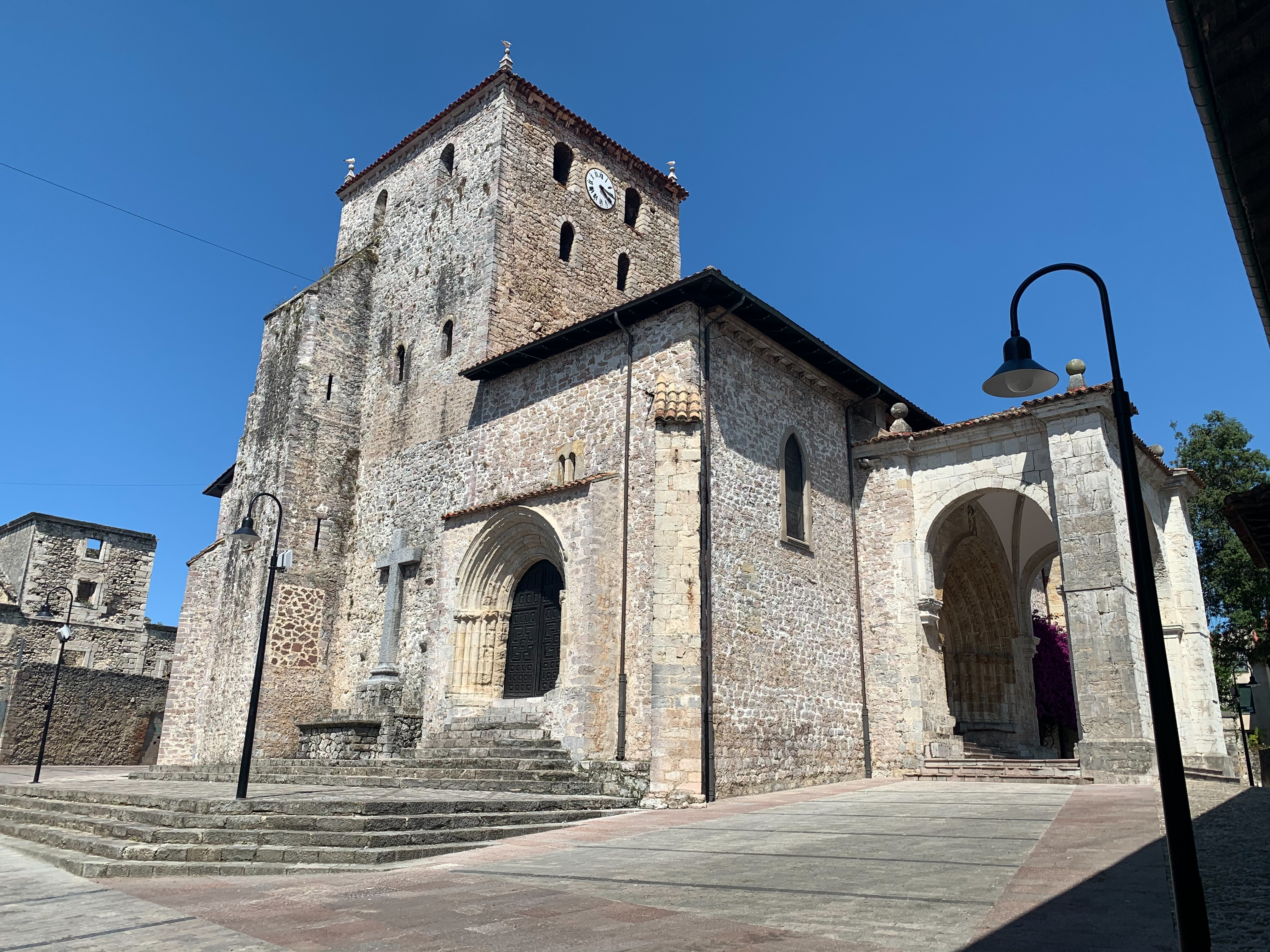
Basílica de Santa María del Concejo.
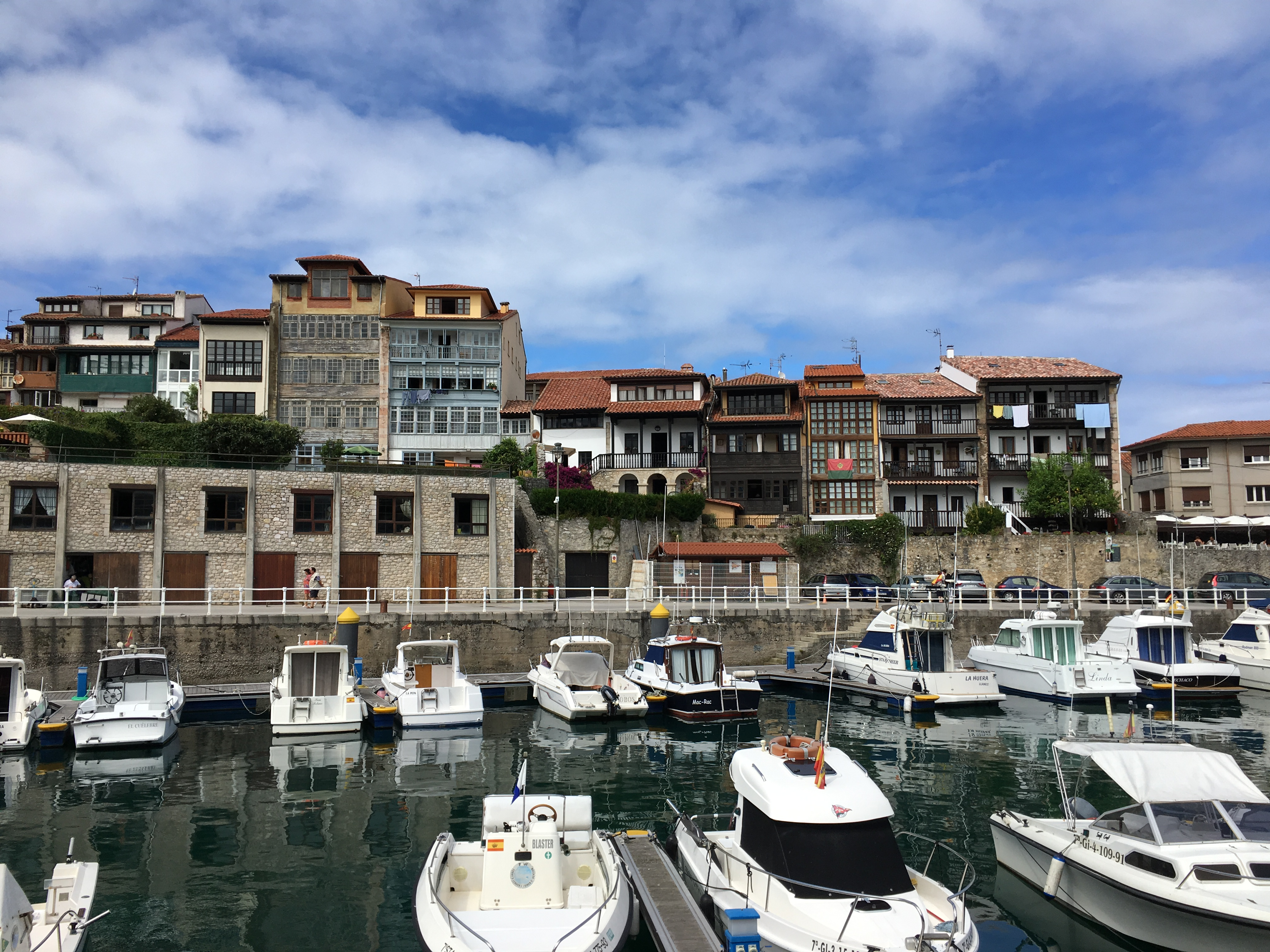
Port de Llanes.
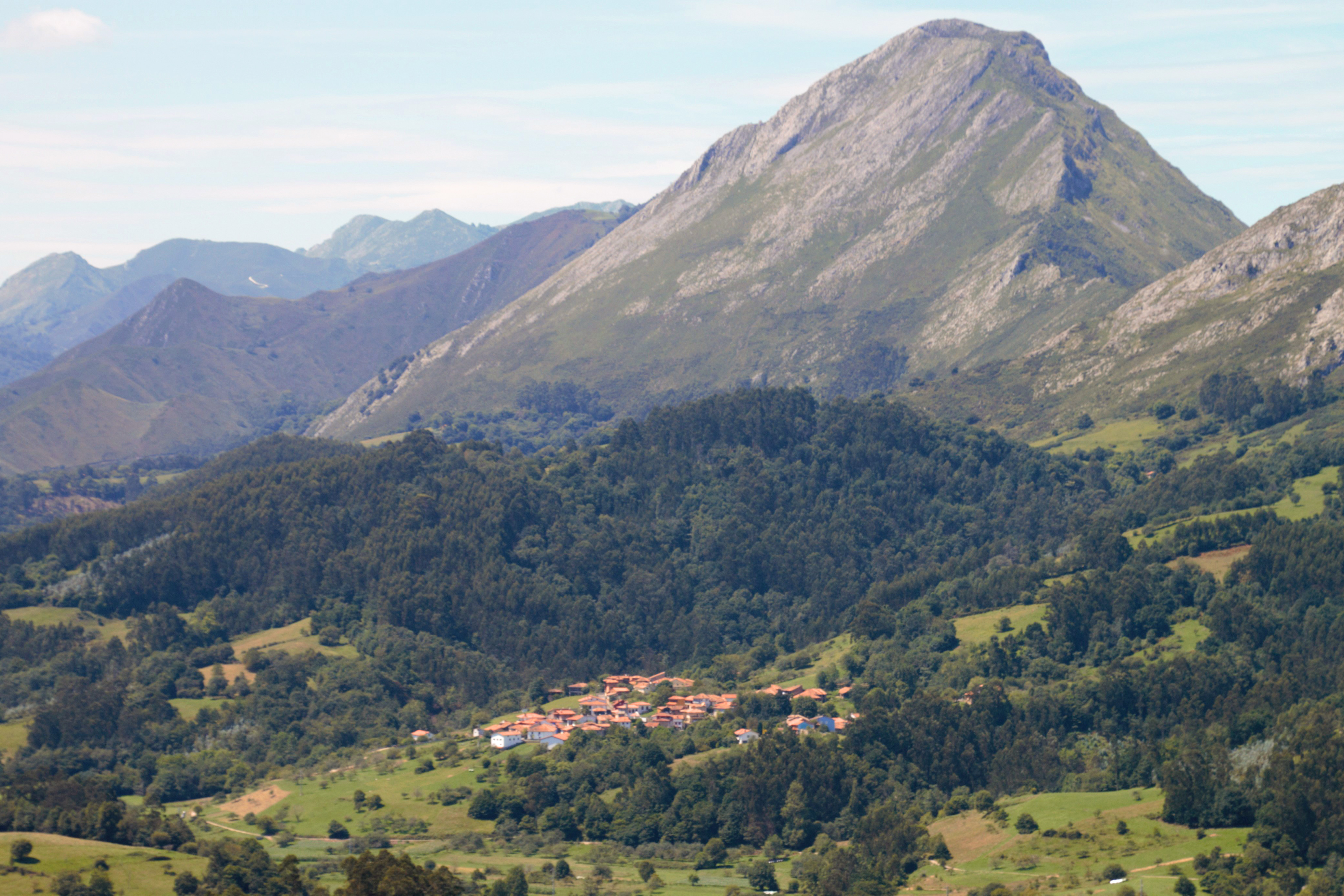
Los Callejos.
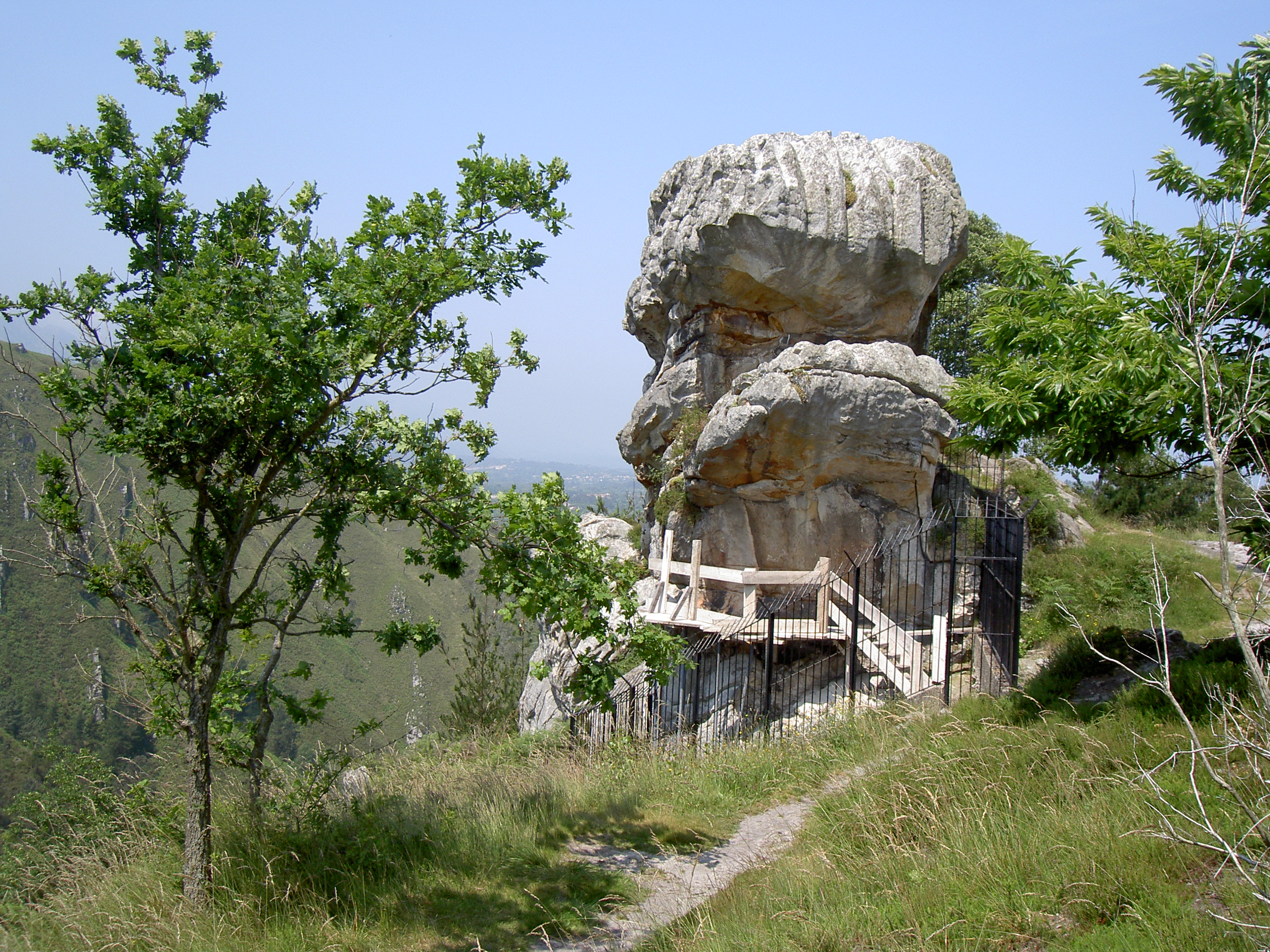
L'idole de Peña Tú (Vidiago), art rupestre.
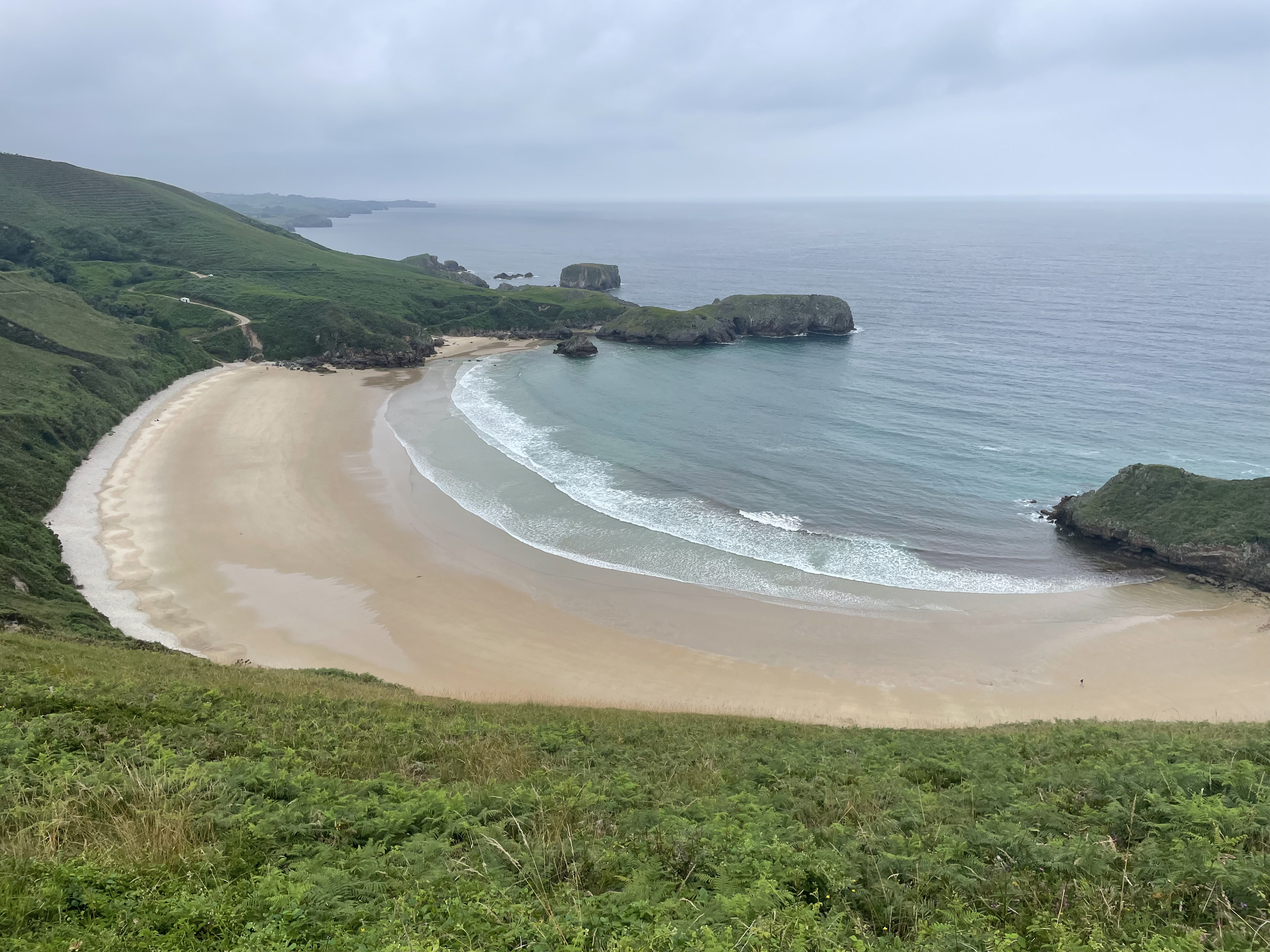
Plage de Torimbia.
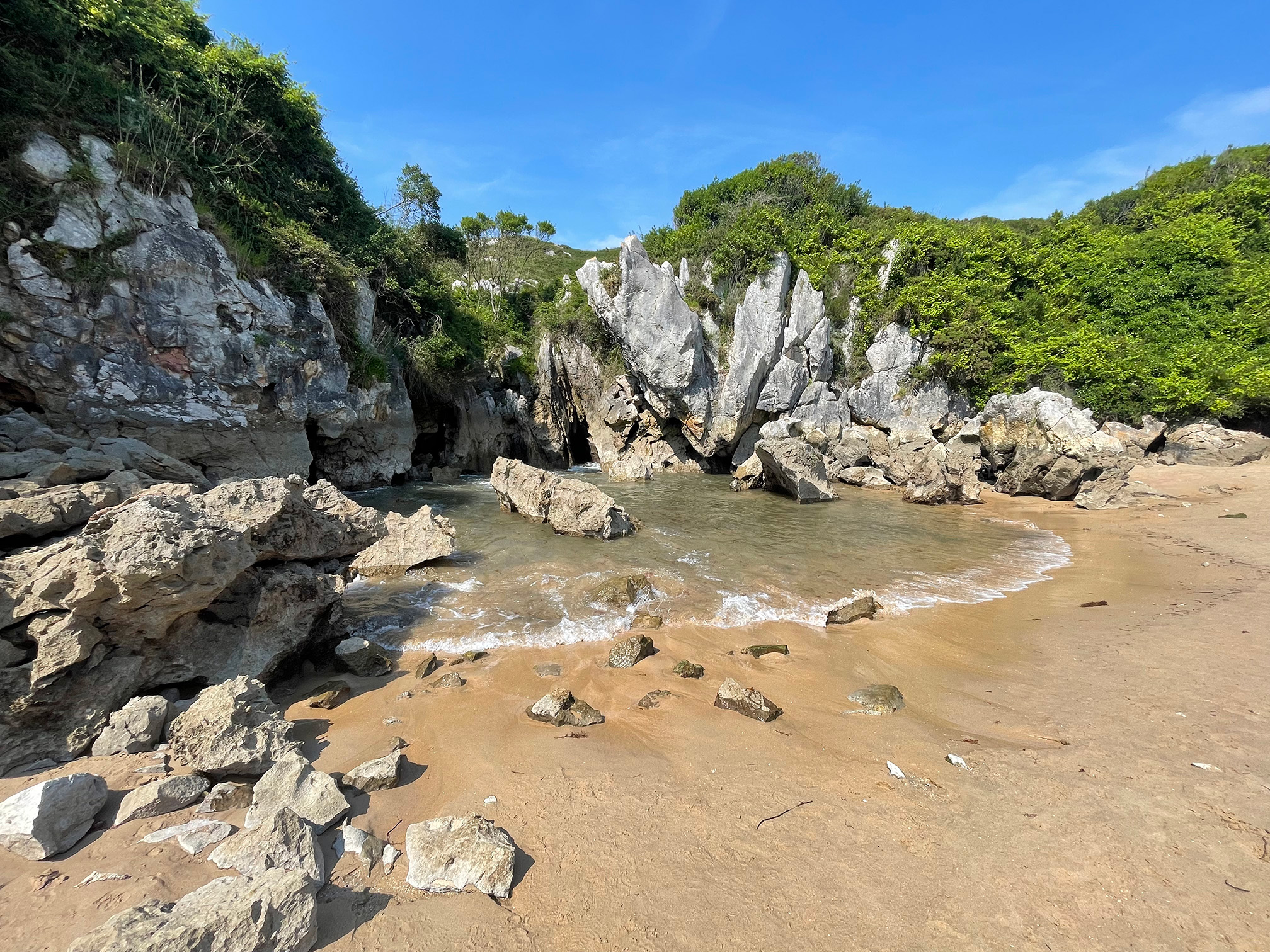
Plage de Gulpiyuri.
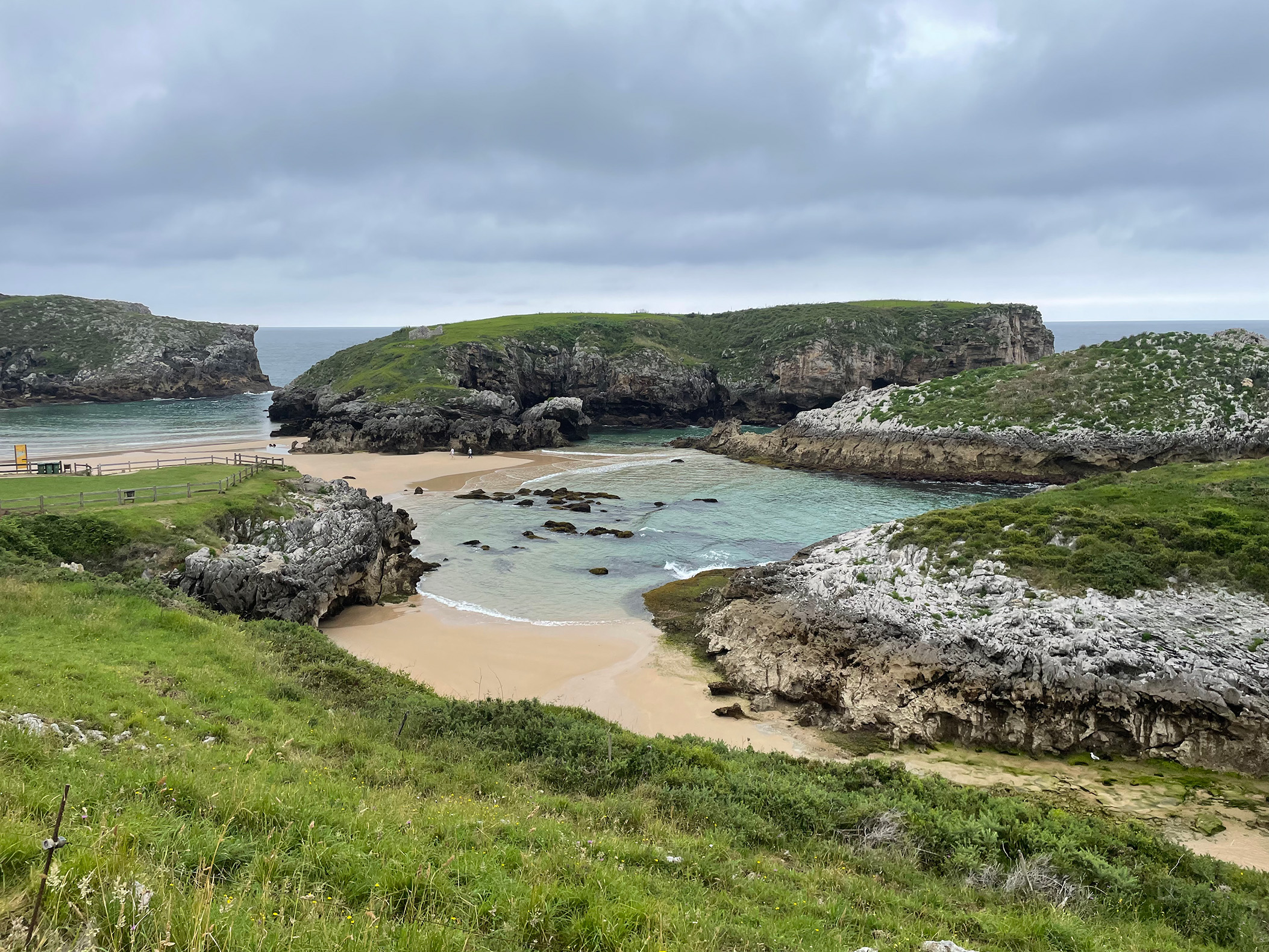
Plage Antilles.
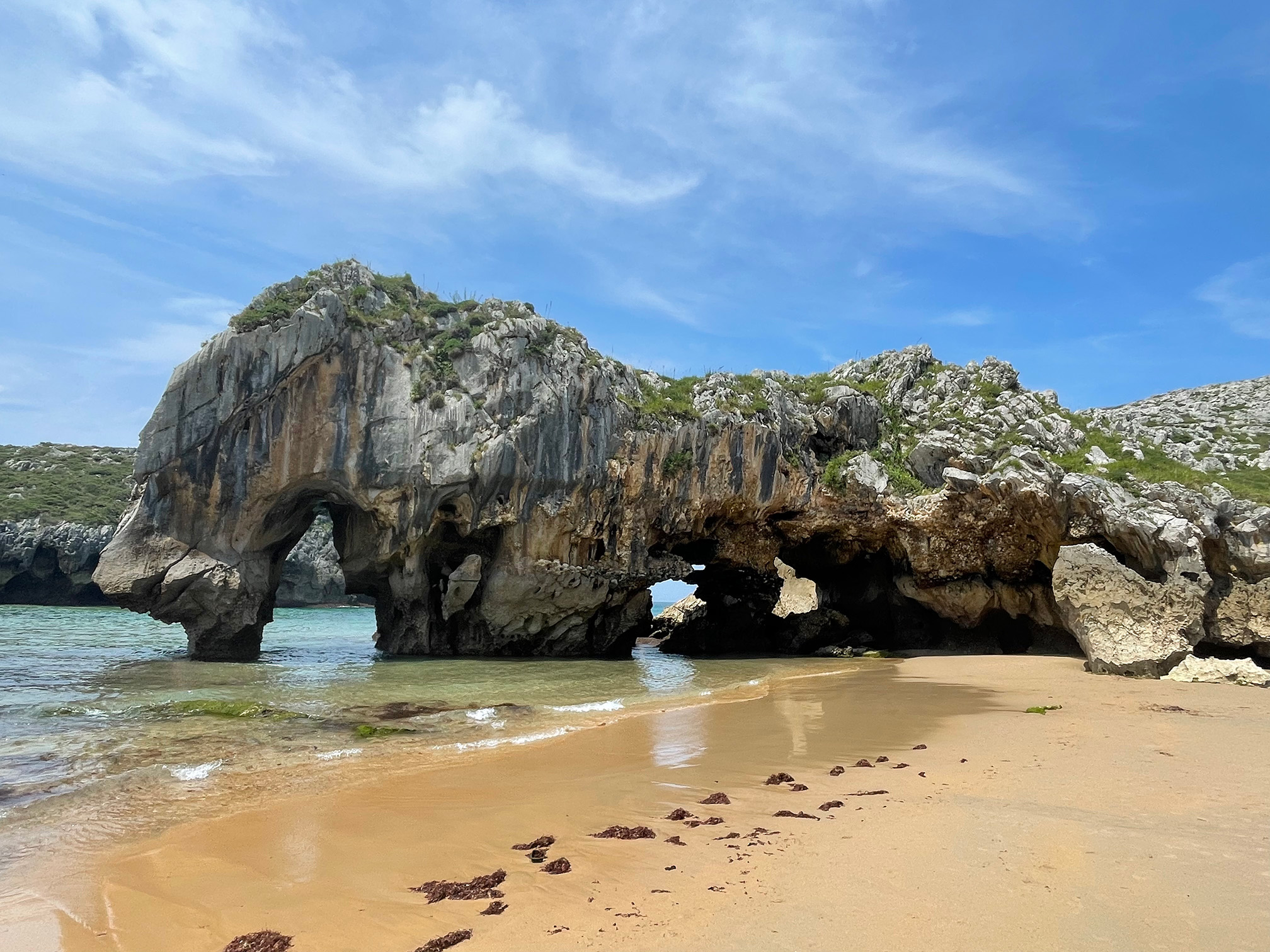
Plage de Cuevas del Mar.